# コロンビアインターナショナルスクール
コロンビアインターナショナルスクール (Columbia International School) とは、日本の埼玉県所沢市松郷153にある、カナダ式の教育を施すインターナショナル・スクール。

## 概要
経済的にも政治的にもカナダで中心的な存在であるカナダのオンタリオ州教育省とアメリカ合衆国の西部・極東の学校や大学を評価するWASCの認可を同時に受けている日本で唯一のインターナショナルスクールである。毎年の本国教育省による直接の査察と指導により、授業・教師・生徒・設備など本国と同等のレベルを保っているとされている。幼少中高一貫学校である。生徒数は200名程度。多くの国から生徒を受け入れておりアメリカ、カナダ、イギリス、などをはじめエジプト、サウジアラビアなど多国籍の生徒が在籍している。

## 特徴
- オンタリオ州教育省政府の教育課程を実施する
- 少数人数クラスを取り入れており1クラス17人など少数クラスが特徴である。
- 中学、高校と一人一台パソコンを持つことが義務付けられており、パソコンを活かした授業が特徴である。
- モバイルインターネット環境を日本国内において早々と2001年から取り入れ、コンピューター教育先進国カナダならではの充実したIT教育を実施している。
- 各教室にプロジェクターが設置してあり、ITを利用した授業が多く行われている。
- 高校課程ではリベラルアーツを採用しており、経済学や宗教学、量子力学、地学、解剖学、有機化学、芸術運動の歴史など、他分野かつ大学レベルの授業を行なっている。
- NASA職員やJAXA職員などが学校に訪問し、中学部と高校課程の生徒に対してプレゼンテーションなどを行なっている。
- 給食にはシェフがおり、調理の段階からメニューの細かい点にいたるまでを監修している。

## 指定・認可・認定
- カナダ・オンタリオ州 教育省 認可
- 日本・文部科学省「高等学校相当の外国人学校」指定
  - 大学入学に関し日本国内の高等学校を卒業した者と同等以上の学力があると認められ、日本の大学を受験することが可能
- WASC (Western Association of Schools and Colleges) 認定
- 埼玉県 私立専修学校 設置認可

## 進路
カナダ
- ウォータールー大学
- トロント大学
- ブリティッシュコロンビア大学
- ビクトリア大学
- サイモンフレイザー大学

- マックマスター大学
- ノーザン・アルバータ工科大学
- クイーンズ大学
- ライアソン大学
- トンプソンリバーズ大学
- トレント大学
- ヨーク大学

アメリカ
- ボストン大学
- ニューヨーク大学

- カリフォルニア大学
  - カリフォルニア州立大学イーストベイ校
  - カリフォルニア州立大学フラトン校
  - カリフォルニア州立大学ノースリッジ校
- アメリカン大学
- コンコーディア大学
- イースタンミシガン大学
- フロリダ工科大学
- フォーダム大学
- ホフストラ大学

日本
- 日本の大学に進む生徒の場合、国際基督教大学 (ICU) 教養学部や上智大学国際教養学部（旧：比較文化学部）、慶應義塾大学湘南藤沢キャンパス (SFC) 、早稲田大学国際教養学部など、英語教育に対応した大学に進学することもある。

## 行事

### 文化祭
- 日本の学校教育機関で開催されるような生徒主導型の文化祭は存在していないが冬に行われるウィンターフィエスタなどが文化祭に妥当する。幼稚園生から小学校は全体となって劇や舞台などをやる。また、中学生から高校生は各学年教室に体験型ゲームを作り一般公開している。

### シークレットサンタ
- 12月になると各生徒がくじで引き当てた生徒に三日間にわたり内緒でプレゼントを送り合うというイベント。送る人は把握しているが自分は誰からもらうのかわ知らず最終日に自分は誰からプレゼントをもらったかなどを当てる。

### スペリングビー
- 毎年小学生を中心にスペリング・ビーが開催されクラスの得点によって優勝クラスが決められる。個人レベルでも競技が行われ、優勝者は学校の代表として、予選を勝ち抜きそして全国大会へと出場する。

## 交通
- 東所沢駅から徒歩10分のところにあり大宮駅、ふじみ野駅、川口駅、和光市駅、三鷹駅、所沢駅、東所沢駅からスクールバスが出ている。

## 沿革
- 1988年（昭和63年）9月 - 東京都保谷市（現在の西東京市）に国内初の留学を前提としたインターナショナルスクールとして、株式会社ユーエスカナダ学園によりコロンビアインターナショナルスクール高校課程(High School)開設。
- 1998年（平成10年）4月 - 埼玉県所沢市に全面移転。
- 1999年（平成11年）4月 - 中学課程(Junior High School)設立。
- 2000年（平成12年）4月 - 第2校舎及び学生寮完成。
- 2002年（平成14年）4月 - 小学課程(Elementary School)設立。
- 2008年（平成20年）10月 - 創立20周年を迎える。
- 2009年（平成21年）6月 - 創立20周年記念事業として第3校舎及び体育館完成。
- 2010年（平成22年）4月 - 高等課程（High School）を運営する学校法人カナダ学園設立。これに伴い、（株）ユーエスカナダ学園コロンビアインターナショナルスクールは小学課程～中学課程（小1～中3）の運営を行うこととなる。
- 2013年（平成25年）4月 - 幼稚園課程（Kindergarten）開始。

## 社会との関わり
- 体育館が所沢市を拠点とするさいたまブロンコスの拠点となっている[1]。
- 徒歩2分ほど歩いた所にところざわサクラタウンが建っている。